# Xã Bell Plain, Quận Marshall, Illinois
Xã Bell Plain (tiếng Anh: Bell Plain Township) là một xã thuộc quận Marshall, tiểu bang Illinois, Hoa Kỳ. Năm 2010, dân số của xã này là 400 người.